# Santa Cruz da Trapa e São Cristóvão de Lafões
Santa Cruz da Trapa e São Cristóvão de Lafões (oficialmente: União das Freguesias de Santa Cruz da Trapa e São Cristóvão de Lafões) é uma freguesia portuguesa do município de São Pedro do Sul, com 28,94 km² de área e 1384 habitantes (censo de 2021). A sua densidade populacional é 47,8 hab./km².

## História
Foi criada aquando da reorganização administrativa de 2012/2013, resultando da agregação das antigas freguesias de Santa Cruz da Trapa e São Cristóvão de Lafões:

## Demografia
A população registada nos censos foi:
| Distribuição da População por Grupos Etários | Distribuição da População por Grupos Etários | Distribuição da População por Grupos Etários | Distribuição da População por Grupos Etários | Distribuição da População por Grupos Etários | Distribuição da População por Grupos Etários |
| -------------------------------------------- | -------------------------------------------- | -------------------------------------------- | -------------------------------------------- | -------------------------------------------- | -------------------------------------------- |
| Antes da agregação                           |                                              |                                              |                                              |                                              |                                              |
| Ano                                          | 0-14 anos                                    | 15-24 anos                                   | 25-64 anos                                   | >= 65 anos                                   | Total                                        |
| 2001                                         | 253                                          | 246                                          | 756                                          | 365                                          | 1620                                         |
| 2011                                         | 216                                          | 162                                          | 761                                          | 365                                          | 1504                                         |
| Após a agregação                             |                                              |                                              |                                              |                                              |                                              |
| Ano                                          | 0-14 anos                                    | 15-24 anos                                   | 25-64 anos                                   | >= 65 anos                                   | Total                                        |
| 2021                                         | 170                                          | 143                                          | 693                                          | 378                                          | 1384                                         |